# Winifred Greenwood
Winifred Greenwood (Geneseo, 1º gennaio 1885 – Woodland Hills, 23 novembre 1961) è stata un'attrice statunitense del cinema muto.
Fu sposata, dal 1913 al 1918, con l'attore George Field.

## Biografia
Debuttò sullo schermo nel 1910 interpretando il ruolo di Momba, la strega cattiva, ne Il mago di Oz di Otis Turner, una pellicola prodotta dalla Selig Polyscope. Per la Selig, Winifred Greenwood lavorò fino al 1913, girando una sessantina di film, diretta da registi come Otis Turner, Hardee Kirkland e Francis Boggs.
Nella sua carriera, girò oltre duecento film, facendo a lungo coppia fissa sullo schermo con l'attore Edward Coxen.
Morì a Woodland Hills il 23 novembre 1961 all'età di 76 anni.

## Filmografia

### 1910
- Il mago di Oz (The Wonderful Wizard of Oz), regia di Otis Turner - cortometraggio (1910)

### 1911
- A Novel Experiment, regia di Joseph A. Golden - cortometraggio (1911)
- The Visiting Nurse, regia di Joseph A. Golden - cortometraggio (1911)
- The Mission Worker, regia di Joseph A. Golden - cortometraggio(1911)
- The Tale of a Soldier's Ring, regia di Joseph A. Golden - cortometraggio (1911)
- A Fair Exchange, regia di Joseph A. Golden - cortometraggio (1911)
- A Tennessee Love Story, regia di Joseph A. Golden - cortometraggio (1911)
- The Two Orphans, regia di Francis Boggs e di Otis Turner - cortometraggio (1911)
- Maud Muller, regia di Otis Turner - cortometraggio (1911)
- How They Stopped the Run on the Bank, regia di Otis Turner - cortometraggio (1911)
- His Better Self, regia di Otis Turner - cortometraggio (1911)
- His First Long Trousers, regia di Colin Campbell - cortometraggio (1911)
- Getting Married, regia di Colin Campbell  - cortometraggio (1911)
- The Plumber, regia di Colin Campbell - cortometraggio (1911)
- Brown of Harvard, regia di Colin Campbell - cortometraggio (1911)

### 1912
- Cinderella, regia di Colin Campbell - cortometraggio (1912)
- The Prosecuting Attorney, regia di Colin Campbell - cortometraggio (1912)
- The Widow of Rickie O'Neal, regia di O.B. Thayer (Otis Thayer) - cortometraggio (1912)
- The Hypnotic Detective, regia di Colin Campbell - cortometraggio (1912)
- The Little Match Seller, regia di Joseph Sullivan - cortometraggio (1912)
- When Memory Calls, regia di Frank Beal (1912) - cortometraggio (1912)
- A Persistent Suitor, regia di Joseph Sullivan - cortometraggio (1912)
- Hypnotized, regia di Otis Thayer - cortometraggio (1912)
- The Slip, regia di Otis Thayer - cortometraggio (1912)
- His Chance to Make Good, regia di Otis Thayer - cortometraggio (1912)
- The Other Woman, regia di George L. Cox - cortometraggio (1912)
- The Vagabonds, regia di Otis Thayer - cortometraggio (1912)
- A Citizen in the Making, regia di Otis Thayer - cortometraggio (1912)
- The Tree of Knowledge, regia di George L. Cox - cortometraggio (1912)
- The Mystery of Room 29, regia di Otis B. Thayer - cortometraggio (1912)
- The Adopted Son, regia di Otis Thayer - cortometraggio (1912)
- Murray the Masher, regia di Otis Thayer - cortometraggio (1912)
- The Last Dance, regia di Oscar Eagle - cortometraggio (1912)
- Under Suspicion, regia di Oscar Eagle - cortometraggio (1912)
- Officer Murray, regia di Richard Garrick - cortometraggio (1912)
- Two Gay Dogs, regia di Chauncy D. Herbert (1912) - cortometraggio (1912)
- Into the Genuine, regia di Lem B. Parker - cortometraggio (1912)
- A Detective's Strategy, regia di Lem B. Parker - cortometraggio (1912)
- An International Romance, regia di George L. Cox - cortometraggio (1912)
- Where Love Is, There God Is Also, regia di Oscar Eagle - cortometraggio (1912)
- Tempted by Necessity, regia di Lem B. Parker - cortometraggio (1912)
- The Lost Inheritance, regia di Hardee Kirkland - cortometraggio (1912)
- A Freight Train Drama, regia di Francis Boggs - cortometraggio (1912)

### 1913
- The Man Who Might Have Been, regia di Oscar Eagle - cortometraggio (1913)
- The False Order, regia di Oscar Eagle - cortometraggio (1913)
- The Lesson, regia di Oscar Eagle - cortometraggio (1913)
- The Millionaire Cowboy - cortometraggio (1913)
- The Understudy, regia di Lorimer Johnston - cortometraggio (1913)
- A Husband Won by Election, regia di Oscar Eagle - cortometraggio (1913)
- The Sands of Time, regia di Lorimer Johnston  - cortometraggio (1913)
- Pauline Cushman, the Federal Spy, regia di Oscar Eagle - cortometraggio (1913)
- Dixieland, regia di Hardee Kirkland - cortometraggio (1913)
- Love, the Winner, regia di Lorimer Johnston - cortometraggio (1913)
- Belle Boyd, a Confederate Spy, regia di Oscar Eagle - cortometraggio (1913)
- The Post-Impressionists, regia di Hardee Kirkland - cortometraggio (1913)
- A Daughter of the Confederacy, regia di Hardee Kirkland - cortometraggio (1913)
- The Suwanee River, regia di Hardee Kirkland - cortometraggio (1913)
- Put to the Test, regia di Hardee Kirkland - cortometraggio (1913)
- Granny's Old Armchair, regia di Hardee Kirkland - cortometraggio (1913)
- The Devil and Tom Walker, regia di Hardee Kirkland - cortometraggio (1913)
- The Ten Thousand Dollar Toe, regia Hardee Kirkland - cortometraggio (1913)
- The Ghost of the Hacienda, regia di Tom Ricketts (1913)
- Taming a Cowboy, regia di Gilbert P. Hamilton (1913)
- The End of Black Bart (1913)
- The Making of a Woman, regia di Thomas Ricketts (1913)
- The Finger Print, regia di Oscar Eagle - cortometraggio (1913)
- The Step Brothers, regia di Thomas Ricketts (1913)
- In Three Hours, regia di Thomas Ricketts (1913)
- Follies of a Day and a Night (1913)
- What Her Diary Told (1913)
- Martha's Decision, regia di Thomas Ricketts (1913)
- The Drummer's Honeymoon (1913)
- The Trail of the Lost Chord, regia di Thomas Ricketts (1913)
- A Spartan Girl of the West, regia di Thomas Ricketts (1913)
- A Divorce Scandal, regia di Thomas Ricketts - cortometraggio (1913)
- Armed Intervention, regia di Thomas Ricketts (1913)
- Where the Road Forks, regia di Thomas Ricketts - cortometraggio (1913)
- Fate's Round-Up,  regia di Thomas Ricketts - cortometraggio (1913)
- The Shriner's Daughter, regia di Thomas Ricketts - cortometraggio (1913)

### 1914
- The Miser's Policy, regia di Thomas Ricketts (1914)
- The Return of Helen Redmond, regia di Thomas Ricketts - cortometraggio (1914)
- Calamity Anne in Society, regia di Thomas Ricketts (1914)
- The Hermit, regia di Thomas Ricketts - cortometraggio (1914)
- The Lost Treasure, regia di Thomas Ricketts - cortometraggio (1914)
- The Money Lender (1914)
- The Dream Child, regia di Thomas Ricketts - cortometraggio (1914)
- The Carbon Copy, regia di Thomas Ricketts - cortometraggio (1914)
- The Pursuer Pursued, regia di Thomas Ricketts (1914)
- A Modern Free-Lance, regia di Thomas Ricketts (1914)
- The Town of Nazareth (1914)
- Like Father, Like Son, regia di Thomas Ricketts - cortometraggio (1914)
- The Second Clue, regia di Tom Ricketts (1914)
- The Independence of Susan, regia di Tom Ricketts (1914)
- Her Fighting Chance, regia di Tom Ricketts (1914)
- In the Moonlight, regia di Thomas Ricketts - cortometraggio (1914)
- A Soul Astray, regia di William Desmond Taylor - cortometraggio (1914)
- In the Footprints of Mozart, regia di Thomas Ricketts - cortometraggio (1914)
- Sheltering an Ingrate, regia di Tom Ricketts (1914)
- Jim, regia di Thomas Ricketts (1914)
- Blue Knot, King of Polo, regia di Tom Ricketts (1914)
- The Little House in the Valley, regia di Tom Ricketts (1914)
- The Lure of the Sawdust, regia di Thomas Ricketts - cortometraggio (1914)
- Youth and Art, regia di Thomas Ricketts (1914)
- Business Versus Love, regia di Thomas Ricketts (1914)
- The Broken Barrier, regia di Tom Ricketts (1914)
- At the End of a Perfect Day, regia di Thomas Ricketts - cortometraggio (1914)
- The Widow, regia di Thomas Ricketts - cortometraggio (1914)
- The Butterfly, regia di Thomas Ricketts - cortometraggio (1914)
- False Gods, regia di Thomas Ricketts (1914)
- Lola, regia di Henry Otto (1914)
- The Mirror, regia di Henry Otto - cortometraggio (1914)
- The Redemption of a Pal, regia di Henry Otto - cortometraggio (1914)
- The Ingrate, regia di Tom Ricketts (1914)
- Daphnia, regia di Henry Otto (1914)
- Down by the Sea, regia di Thomas Ricketts - cortometraggio (1914)
- Daylight, regia di Thomas Ricketts - cortometraggio (1914)
- The Final Impulse, regia di Thomas Ricketts - cortometraggio (1914)
- The Ruin of Manley, regia di Thomas Ricketts - cortometraggio (1914)
- When the Road Parts, regia di William Desmond Taylor (1914)
- A Slice of Life, regia di Tom Ricketts e William Desmond Taylor - cortometraggio (1914)
- The Stolen Masterpiece, regia di Thomas Ricketts - cortometraggio (1914)
- Beppo, regia di Henry Otto (1914)
- The Archeologist, regia di Henry Otto (1914)
- The Beggar Child, regia di William Desmond Taylor - cortometraggio (1914)
- In Tune, regia di Henry Otto (1914)
- The Silent Way, regia di Henry Otto (1914)
- The Tin Can Shack, regia di Henry Otto (1914)
- When a Woman Waits, regia di Henry Otto (1914)

### 1915
- The Alarm of Angelon, regia di Henry Otto - cortometraggio (1915)
- Restitution, regia di Henry Otto - cortometraggio (1915)
- The Crucifixion of Al Brady, regia di Henry Otto - cortometraggio (1915)
- Silence, regia di Henry Otto - cortometraggio (1915)
- Imitations, regia di Henry Otto - cortometraggio (1915)
- Justified, regia di Henry Otto - cortometraggio (1915)
- Saints and Sinners regia di Henry Otto (1915)
- The Decision, regia di Henry Otto (1915)
- The Derelict, regia di Henry Otto (1915)
- The Truth of Fiction, regia di Henry Otto (1915)
- His Mysterious Neighbor, regia di Henry Otto (1915)
- Ancestry, regia di Henry Otto (1915)
- Reformation, regia di Henry Otto (1915)
- His Brother's Debt, regia di Henry Otto (1915)
- The Problem, regia di Harry A. Pollard - cortometraggio (1915)
- The Wishing Stone, regia di Henry Otto (1915)
- The Castle Ranch, regia di Henry Otto - cortometraggio (1915)
- Wife Wanted, regia di Henry Otto (1915)
- One Summer's Sequel, regia di Henry Otto (1915)
- The Broken Window, regia di Henry Otto (1915)
- The Greater Strength, regia di Henry Otto (1915)
- Reprisal, regia di Henry Otto (1915)
- The Resolve, regia di Henry Otto (1915)
- The Guiding Light, regia di Henry Otto - cortometraggio (1915)
- His Obligation, regia di William Bertram (1915)
- By Whose Hand?, regia di Henry Otto (1915)
- The High Cost of Flirting, regia di W.H. Burton (come William Burton) (1915)
- The Zaca Lake Mystery, regia di Henry Otto (1915)
- Wait and See, regia di William Bertram (1915)
- The Deception, regia di Henry Otto (1915)
- Detective Blinn, regia di Henry Otto (1915)
- Comrades Three, regia di Henry Otto (1915)
- The Jilt, regia di Henry Otto (1915)
- Mixed Wires, regia di Henry Otto (1915)
- The Divine Decree, regia di Henry Otto (1915)
- The Forecast, regia di Henry Otto (1915)
- Senor's Silver Buckle, regia di Henry Otto (1915)
- It Was Like This, regia di Henry Otto (1915)
- The Sting of It, regia di Charles Bartlett (1915)
- Visitors and Visitees, regia di Charles Bartlett (1915)
- Out of the Ashes, regia di Charles Bartlett (1915)
- On Secret Service, regia di Charles Bartlett (1915)
- Alice of Hudson Bay, regia di Charles Bartlett (1915)
- Drifting
- The Key to the Past, regia di Charles Bartlett (1915)
- Spider Barlow Cuts In, regia di Charles Bartlett (1915)
- The Water Carrier of San Juan, regia di Charles Bartlett (1915)
- Spider Barlow's Soft Spot, regia di Charles Bartlett (1915)
- The Clean Up, regia di Charles Bartlett (1915)

### 1916
- Spider Barlow Meets Competition, regia di Charles Bartlett (1916)
- A Modern Sphinx, regia di Charles Bartlett (1916)
- The Happy Masquerader, regia di Thomas Ricketts (1916)
- The Suppressed Order, regia di Thomas Ricketts (1916)
- In the Shuffle, regia di Thomas Ricketts (1916)
- Bonds of Deception, regia di Thomas Ricketts (1916)
- Lying Lips, regia di Edward Sloman (1916)
- The Profligate, regia di Tom Ricketts (1916)
- The Reclamation, regia di Edward Sloman (1916)
- The Trail of the Thief, regia di Tom Ricketts (1916)
- The Inner Struggle, regia di Edward Sloman (1916)
- Dust, regia di Edward Sloman (1916)
- A Woman's Daring, regia di Edward Sloman (1916)
- Citizens All, regia di Edward Sloman (1916)
- The Voice of Love, regia di Rae Berger (1916)
- The Franchise, regia di Edward Sloman (1916)

### 1917
- The Inspirations of Harry Larrabee, regia di Bertram Bracken (1917)
- The Alien Blood, regia di Burton George (1917)
- The Crystal Gazer, regia di George H. Melford (1917)
- Lorelei of the Sea, regia di Henry Otto (1917)

### 1918
- M'Liss, regia di Marshall Neilan (1918)
- Danger Within, regia di Rae Berger (1918)
- Believe Me, Xantippe, regia di Donald Crisp (1918)
- The Deciding Kiss, regia di Tod Browning (1918)
- The Goat, regia di Donald Crisp (1918)
- Too Many Millions, regia di James Cruze (1918)

### 1919
- Come Again Smith, regia di E. Mason Hopper (1919)
- Maggie Pepper, regia di Chester Withey (1919)
- Putting It Over, regia di Donald Crisp (1919)
- Men, Women, and Money, regia di George Melford (1919)
- The Lottery Man, regia di James Cruze (1919)
- An Adventure in Hearts, regia di James Cruze (1919)

### 1920
- Young Mrs. Winthrop, regia di Walter Edwards (1920)
- Sick Abed, regia di Sam Wood (1920)
- Are All Men Alike?, regia di Philip E. Rosen (1920)
- Life of the Party, regia di Joseph Henabery (1920)

### 1921
- The Faith Healer, regia di George Melford (1921)
- The Dollar-a-Year Man
- Sacred and Profane Love
- Don't Call Me Little Girl
- L'amore non muore mai

### 1923
- To the Last Man, regia di Victor Fleming (1923)

### 1936
- Paradisi artificiali (The Music Goes 'Round), regia di Victor Schertzinger (1936)

## Galleria d'immagini

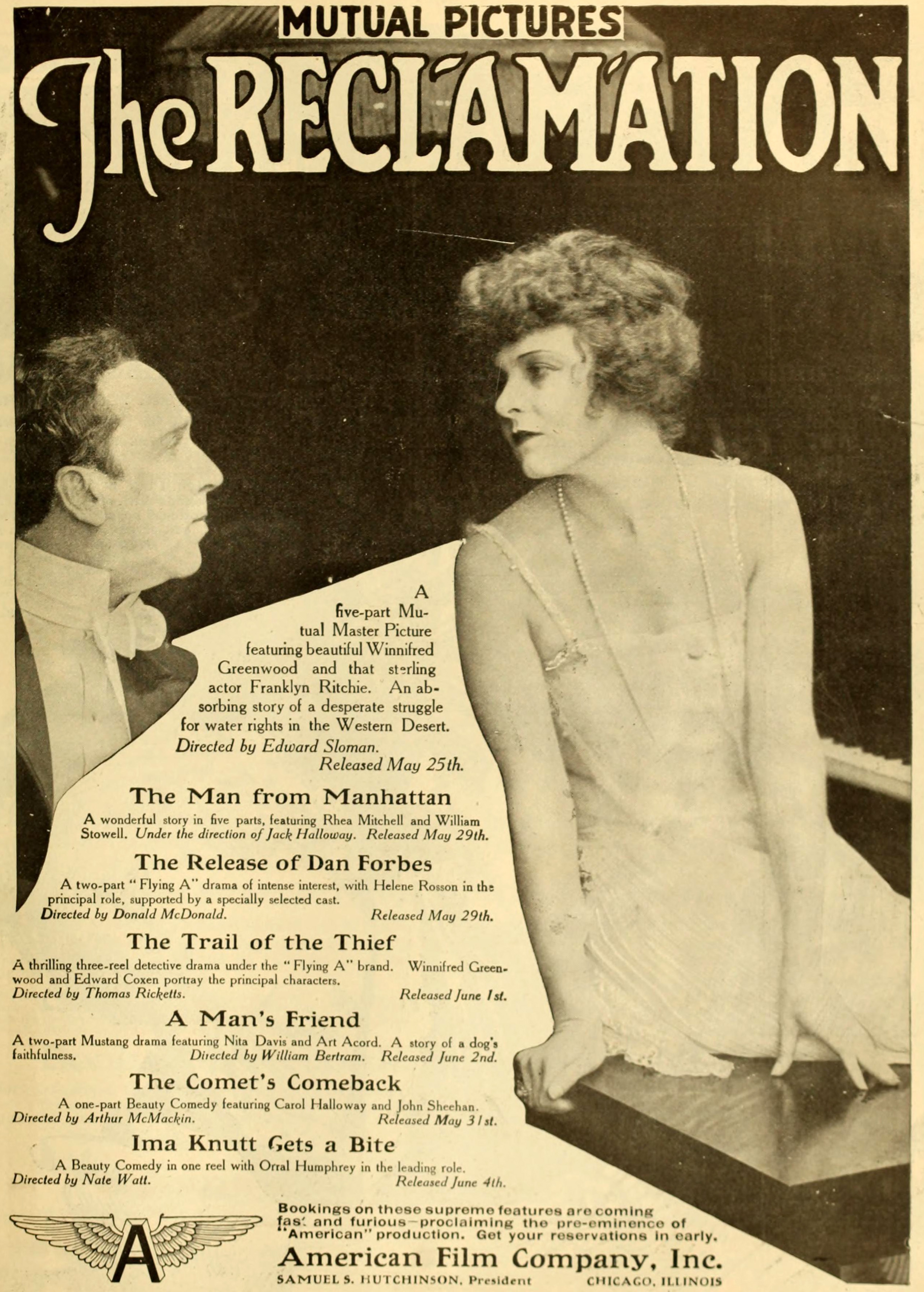
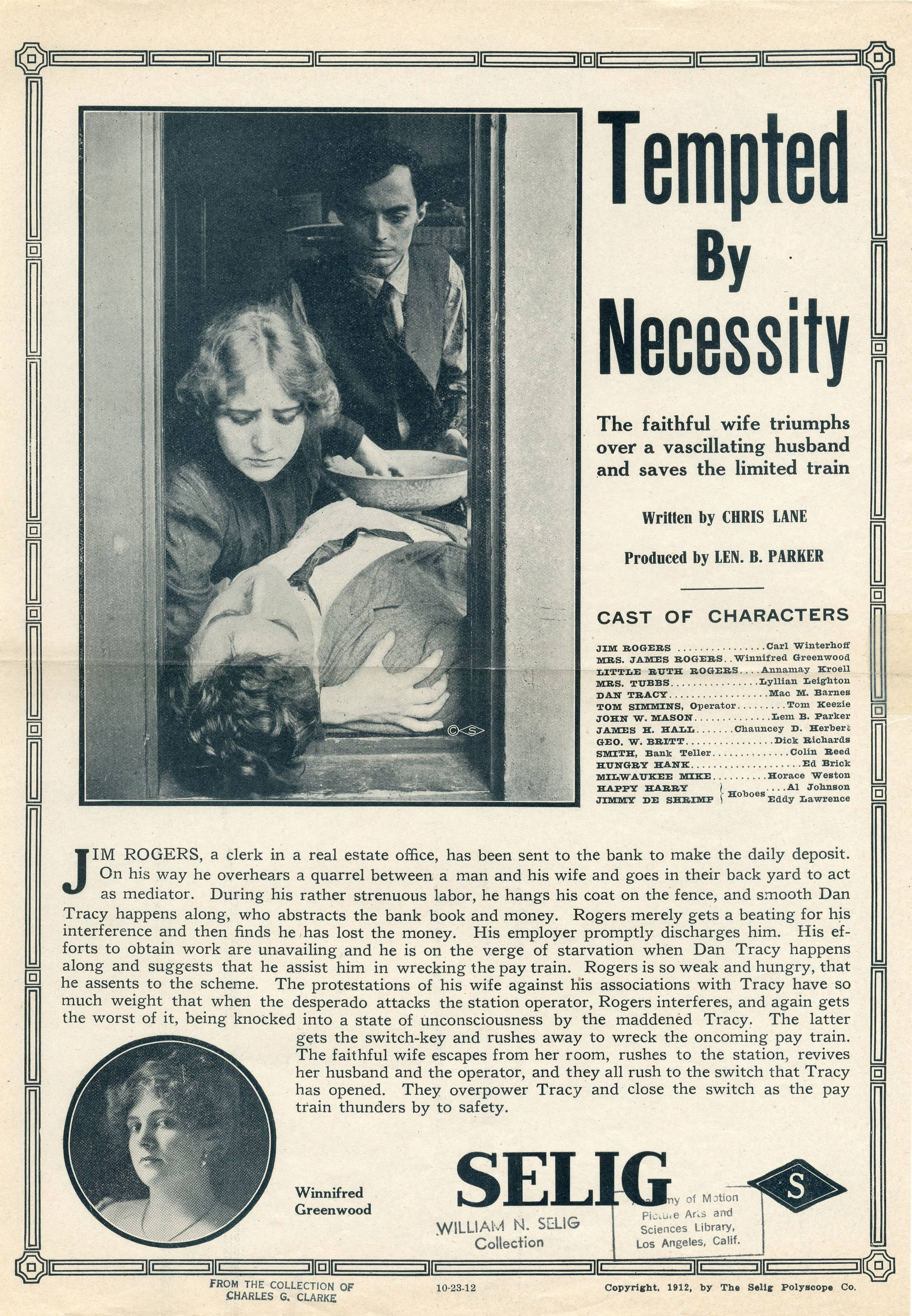
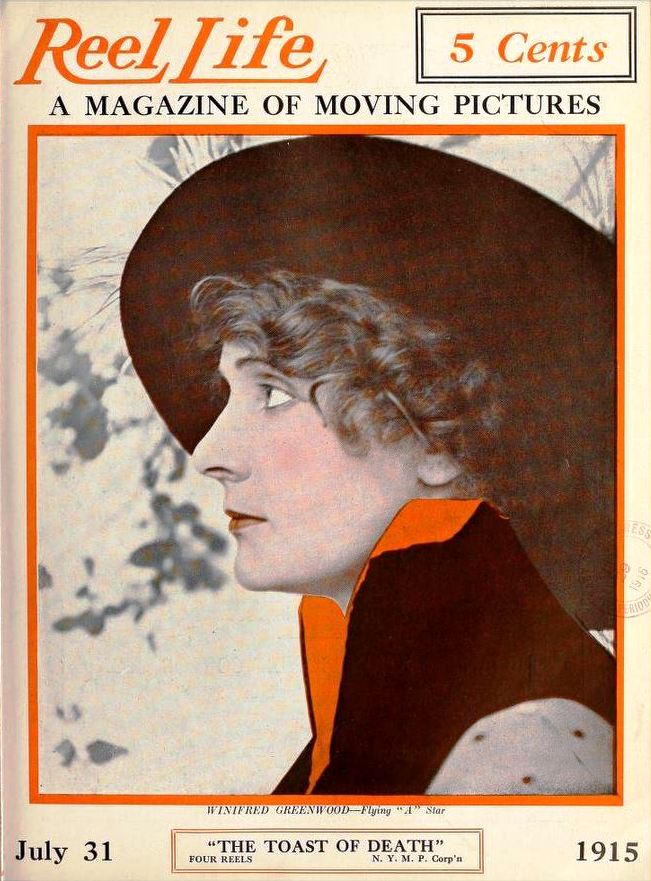